# Coppa del Mondo di sci di fondo 2007
La Coppa del Mondo di sci di fondo 2007 fu la ventiseiesima edizione della manifestazione organizzata dalla Federazione Internazionale Sci; ebbe inizio il 28 ottobre 2006 a Düsseldorf, in Germania, e si concluse il 25 marzo 2007 a Falun, in Svezia. Nel corso della stagione si tennero a Sapporo i Campionati mondiali di sci nordico 2007, non validi ai fini della Coppa del Mondo, il cui calendario contemplò dunque un'interruzione tra febbraio e marzo. Per la prima volta venne introdotta nel calendario di Coppa una competizione intermedia, il Tour de Ski.
In campo maschile furono disputate 20 delle 21 gare individuali previste (6 a tecnica classica, 4 a tecnica libera, 8 sprint, 1 a inseguimento, 1 competizione intermedia a tappe) e 5 delle 6 gare a squadre previste (4 staffette, 1 sprint a squadre), in 18 diverse località. Il tedesco Tobias Angerer si aggiudicò sia la coppa di cristallo, il trofeo assegnato al vincitore della classifica generale, sia la Coppa di distanza; il norvegese Jens Arne Svartedal vinse la Coppa di sprint. Angerer era il detentore uscente della Coppa generale.
In campo femminile furono disputate 20 delle 21 gare individuali previste (6 a tecnica classica, 4 a tecnica libera, 8 sprint, 1 a inseguimento, 1 competizione intermedia a tappe) e 5 delle 6 gare a squadre previste (4 staffette, 1 sprint a squadre), in 18 diverse località. La finlandese Virpi Kuitunen si aggiudicò sia la coppa di cristallo, sia la Coppa di distanza, sia la Coppa di sprint. Marit Bjørgen era la detentrice uscente della Coppa generale.

## Uomini

### Risultati
| Data                            | Località                                          | Nazione         | Spec.       | Primo                                                                       | Secondo                                                                     | Terzo                                                                                   |
| ------------------------------- | ------------------------------------------------- | --------------- | ----------- | --------------------------------------------------------------------------- | --------------------------------------------------------------------------- | --------------------------------------------------------------------------------------- |
| 28 ottobre 2006                 | Düsseldorf                                        | Germania        | SP TL       | Eldar Rønning                                                               | Øystein Pettersen                                                           | Tor-Arne Hetland                                                                        |
| 29 ottobre 2006                 | Düsseldorf                                        | Germania        | TS TL       | Svezia I Björn Lind Peter Larsson                                           | Norvegia II Øystein Pettersen Eldar Rønning                                 | Italia I Renato Pasini Cristian Zorzi                                                   |
| 18 novembre 2006                | Gällivare                                         | Svezia          | 15 km TL    | Ole Einar Bjørndalen                                                        | Tore Ruud Hofstad                                                           | Franz Göring                                                                            |
| 19 novembre 2006                | Gällivare                                         | Svezia          | 4x10 km     | Germania I Jens Filbrich Franz Göring Tobias Angerer Axel Teichmann         | Russia I Nikolaj Pankratov Vasilij Ročev Aleksandr Legkov Evgenij Dement'ev | Rep. Ceca Martin Koukal Lukáš Bauer Jiří Magál Milan Šperl                              |
| 25 novembre 2006                | Kuusamo                                           | Finlandia       | SP TC       | Jens Arne Svartedal                                                         | Odd-Bjørn Hjelmeset                                                         | Tor-Arne Hetland                                                                        |
| 26 novembre 2006                | Kuusamo                                           | Finlandia       | 15 km TC    | Eldar Rønning                                                               | Vincent Vittoz                                                              | Anders Södergren                                                                        |
| 10 dicembre 2006                | Cogne                                             | Italia          | 30 km TC MS | annullata                                                                   | annullata                                                                   | annullata                                                                               |
| 13 dicembre 2006                | Cogne                                             | Italia          | 15 km TC    | Eldar Rønning                                                               | Tor-Arne Hetland                                                            | Evgenij Dement'ev                                                                       |
| 16 dicembre 2006                | La Clusaz                                         | Francia         | 30 km TL MS | Tobias Angerer                                                              | Aleksandr Legkov                                                            | Evgenij Dement'ev                                                                       |
| 17 dicembre 2006                | La Clusaz                                         | Francia         | 4x10 km     | Russia I Vasilij Ročev Aleksandr Legkov Nikolaj Pankratov Evgenij Dement'ev | Norvegia Tor-Arne Hetland Eldar Rønning Ole Einar Bjørndalen Petter Northug | Germania Benjamin Seifert Axel Teichmann René Sommerfeldt Tobias Angerer                |
| 31 dicembre 2006 7 gennaio 2007 | Monaco di Baviera Oberstdorf Asiago Val di Fiemme | Germania Italia | Tour de Ski | Tobias Angerer                                                              | Aleksandr Legkov                                                            | Simen Østensen                                                                          |
| 20 gennaio 2007                 | Rybinsk                                           | Russia          | 30 km TL MS | Aleksandr Legkov                                                            | Emmanuel Jonnier                                                            | Tobias Angerer                                                                          |
| 21 gennaio 2007                 | Rybinsk                                           | Russia          | TS TL       | annullata                                                                   | annullata                                                                   | annullata                                                                               |
| 21 gennaio 2007                 | Rybinsk                                           | Russia          | SP TL       | Renato Pasini                                                               | Nikolaj Pankratov                                                           | Tobias Angerer                                                                          |
| 27 gennaio 2007                 | Otepää                                            | Estonia         | 15 km TC    | Axel Teichmann                                                              | Frode Estil                                                                 | Odd-Bjørn Hjelmeset                                                                     |
| 28 gennaio 2007                 | Otepää                                            | Estonia         | SP TC       | Jens Arne Svartedal                                                         | Vasilij Ročev                                                               | Torin Koos                                                                              |
| 3 febbraio 2007                 | Davos                                             | Svizzera        | 15 km TL    | Toni Livers Vincent Vittoz                                                  |                                                                             | Christian Hoffmann                                                                      |
| 4 febbraio 2007                 | Davos                                             | Svizzera        | 4x10 km     | Russia I Ivan Babikov Sergej Novikov Il'ja Černousov Sergej Širjaev         | Italia Valerio Checchi Giorgio Di Centa Fabio Santus Pietro Piller Cottrer  | Francia Jean-Marc Gaillard Vincent Vittoz Emmanuel Jonnier Alexandre Rousselet          |
| 15 febbraio 2007                | Changchun                                         | Cina            | SP TC       | Ola Vigen Hattestad                                                         | Børre Næss                                                                  | Tor-Arne Hetland                                                                        |
| 16 febbraio 2007                | Changchun                                         | Cina            | 15 km TC    | Tobias Angerer                                                              | Vincent Vittoz                                                              | Emmanuel Jonnier                                                                        |
| 10 marzo 2007                   | Lahti                                             | Finlandia       | SP TL       | Petter Northug                                                              | Jens Arne Svartedal                                                         | Eldar Rønning                                                                           |
| 11 marzo 2007                   | Lahti                                             | Finlandia       | 15 km TC    | Odd-Bjørn Hjelmeset                                                         | Eldar Rønning                                                               | Tobias Angerer                                                                          |
| 14 marzo 2007                   | Drammen                                           | Norvegia        | SP TC       | Børre Næss                                                                  | Mats Larsson                                                                | Trond Iversen                                                                           |
| 17 marzo 2007                   | Oslo                                              | Norvegia        | 50 km TC    | Odd-Bjørn Hjelmeset                                                         | Tobias Angerer                                                              | Frode Estil                                                                             |
| 21 marzo 2007                   | Stoccolma                                         | Svezia          | SP TC       | Michail Devjat'jarov                                                        | Emil Jönsson                                                                | Mats Larsson                                                                            |
| 24 marzo 2007                   | Falun                                             | Svezia          | 30 km PU    | Tobias Angerer                                                              | Mathias Fredriksson                                                         | Emmanuel Jonnier                                                                        |
| 25 marzo 2007                   | Falun                                             | Svezia          | 4x10 km     | Norvegia I Øystein Pettersen Odd-Bjørn Hjelmeset Frode Estil Petter Northug | Russia Nikolaj Pankratov Vasilij Ročev Aleksandr Legkov Maksim Vylegžanin   | Francia Christophe Perrillat-Collomb Jean-Marc Gaillard Vincent Vittoz Emmanuel Jonnier |

Legenda:

TC = tecnica classica

TL = tecnica libera

SP = sprint

TS = sprint a squadre

PU = inseguimento

MS = partenza in linea

#### Competizioni intermedie
| Tour de Ski 2007  |                      |                   |                   |                     |                     |                  |
| Data              | Località             | Nazione           | Spec.             | Primo               | Secondo             | Terzo            |
| 29 dicembre 2006  | Nové Město na Moravě | Rep. Ceca         | 4,5 km TC         | annullata           | annullata           | annullata        |
| 30 dicembre 2006  | Nové Město na Moravě | Rep. Ceca         | 15 km TL PU       | annullata           | annullata           | annullata        |
| 31 dicembre 2006  | Monaco di Baviera    | Germania          | SP TL             | Christoph Eigenmann | Devon Kershaw       | Roddy Darragon   |
| 2 gennaio 2007    | Oberstdorf           | Germania          | 20 km PU          | Vincent Vittoz      | Aleksandr Legkov    | Tobias Angerer   |
| 3 gennaio 2007    | Oberstdorf           | Germania          | 15 km TC          | Franz Göring        | René Sommerfeldt    | Tobias Angerer   |
| 5 gennaio 2007    | Asiago               | Italia            | SP TL             | Tor-Arne Hetland    | Thobias Fredriksson | Petter Northug   |
| 6 gennaio 2007    | Val di Fiemme        | Italia            | 30 km TC MS       | Eldar Rønning       | Ivan Alypov         | Sami Jauhojärvi  |
| 7 gennaio 2007    | Val di Fiemme        | Italia            | 11 km TL          | Sergej Širjaev      | Aleksandr Legkov    | Giorgio Di Centa |
| Classifica finale | Classifica finale    | Classifica finale | Classifica finale | Tobias Angerer      | Aleksandr Legkov    | Simen Østensen   |

Legenda:

TC = tecnica classica

TL = tecnica libera

SP = sprint

PU = inseguimento

MS = partenza in linea

### Classifiche

#### Generale
| Pos. | Nome                | Nazione   | Punti |
| ---- | ------------------- | --------- | ----- |
| 1    | Tobias Angerer      | Germania  | 1131  |
| 2    | Aleksandr Legkov    | Russia    | 580   |
| 3    | Eldar Rønning       | Norvegia  | 557   |
| 4    | Tor-Arne Hetland    | Norvegia  | 522   |
| 5    | Odd-Bjørn Hjelmeset | Norvegia  | 479   |
| 6    | Vincent Vittoz      | Francia   | 463   |
| 7    | Petter Northug      | Norvegia  | 443   |
| 8    | Jens Arne Svartedal | Norvegia  | 388   |
| 9    | Sami Jauhojärvi     | Finlandia | 384   |
| 10   | Frode Estil         | Norvegia  | 381   |

#### Distanza
| Pos. | Nome                | Nazione  | Punti |
| ---- | ------------------- | -------- | ----- |
| 1    | Tobias Angerer      | Germania | 592   |
| 2    | Vincent Vittoz      | Francia  | 415   |
| 3    | Odd-Bjørn Hjelmeset | Norvegia | 348   |
| 4    | Eldar Rønning       | Norvegia | 286   |
| 5    | Frode Estil         | Norvegia | 285   |

#### Sprint
| Pos. | Nome                | Nazione  | Punti |
| ---- | ------------------- | -------- | ----- |
| 1    | Jens Arne Svartedal | Norvegia | 341   |
| 2    | Trond Iversen       | Norvegia | 286   |
| 3    | Emil Jönsson        | Svezia   | 282   |
| 4    | Tor-Arne Hetland    | Norvegia | 234   |
| 5    | Eldar Rønning       | Norvegia | 215   |

## Donne

### Risultati
| Data                            | Località                                          | Nazione         | Spec.       | Prima                                                                                         | Seconda                                                                                     | Terza                                                                            |
| ------------------------------- | ------------------------------------------------- | --------------- | ----------- | --------------------------------------------------------------------------------------------- | ------------------------------------------------------------------------------------------- | -------------------------------------------------------------------------------- |
| 28 ottobre 2006                 | Düsseldorf                                        | Germania        | SP TL       | Marit Bjørgen                                                                                 | Natal'ja Matveeva                                                                           | Ella Gjømle                                                                      |
| 29 ottobre 2006                 | Düsseldorf                                        | Germania        | TS TL       | Norvegia I Ella Gjømle Marit Bjørgen                                                          | Svezia I Britta Johansson Norgren Lina Andersson                                            | Finlandia II Virpi Kuitunen Aino-Kaisa Saarinen                                  |
| 18 novembre 2006                | Gällivare                                         | Svezia          | 10 km TL    | Kateřina Neumannová                                                                           | Kristina Šmigun-Vähi                                                                        | Marit Bjørgen                                                                    |
| 19 novembre 2006                | Gällivare                                         | Svezia          | 4x5 km      | Norvegia I Vibeke Skofterud Hilde Gjermundshaug Pedersen Kristin Størmer Steira Marit Bjørgen | Germania I Manuela Henkel Katrin Zeller Evi Sachenbacher-Stehle Claudia Nystad              | Finlandia Kirsi Välimaa Virpi Kuitunen Riitta-Liisa Roponen Aino-Kaisa Saarinen  |
| 25 novembre 2006                | Kuusamo                                           | Finlandia       | SP TC       | Petra Majdič                                                                                  | Virpi Kuitunen                                                                              | Marit Bjørgen                                                                    |
| 26 novembre 2006                | Kuusamo                                           | Finlandia       | 10 km TC    | Virpi Kuitunen                                                                                | Marit Bjørgen                                                                               | Kristina Šmigun-Vähi                                                             |
| 10 dicembre 2006                | Cogne                                             | Italia          | 15 km TC MS | annullata                                                                                     | annullata                                                                                   | annullata                                                                        |
| 3 dicembre 2006                 | Cogne                                             | Italia          | 10 km TC    | Virpi Kuitunen                                                                                | Petra Majdič                                                                                | Aino-Kaisa Saarinen                                                              |
| 16 dicembre 2006                | La Clusaz                                         | Francia         | 15 km TL MS | Virpi Kuitunen                                                                                | Riitta-Liisa Roponen                                                                        | Arianna Follis                                                                   |
| 17 dicembre 2006                | La Clusaz                                         | Francia         | 4x5 km      | Germania Stefanie Böhler Viola Bauer Claudia Nystad Evi Sachenbacher-Stehle                   | Svezia Lina Andersson Sara Lindborg Charlotte Kalla Britta Johansson Norgren                | Rep. Ceca Helena Erbenová Kamila Rajdlová Ivana Janečková Kateřina Neumannová    |
| 31 dicembre 2006 7 gennaio 2007 | Monaco di Baviera Oberstdorf Asiago Val di Fiemme | Germania Italia | Tour de Ski | Virpi Kuitunen                                                                                | Marit Bjørgen                                                                               | Valentyna Ševčenko                                                               |
| 20 gennaio 2007                 | Rybinsk                                           | Russia          | 15 km TL MS | Riitta-Liisa Roponen                                                                          | Kateřina Neumannová                                                                         | Aino-Kaisa Saarinen                                                              |
| 21 gennaio 2007                 | Rybinsk                                           | Russia          | TS TL       | annullata                                                                                     | annullata                                                                                   | annullata                                                                        |
| 21 gennaio 2007                 | Rybinsk                                           | Russia          | SP TL       | Arianna Follis                                                                                | Claudia Nystad                                                                              | Kikkan Randall                                                                   |
| 27 gennaio 2007                 | Otepää                                            | Estonia         | 10 km TC    | Justyna Kowalczyk                                                                             | Virpi Kuitunen                                                                              | Valentyna Ševčenko                                                               |
| 28 gennaio 2007                 | Otepää                                            | Estonia         | SP TC       | Virpi Kuitunen                                                                                | Astrid Uhrenholdt Jacobsen                                                                  | Evgenija Šapovalova                                                              |
| 3 febbraio 2007                 | Davos                                             | Svizzera        | 10 km TL    | Virpi Kuitunen                                                                                | Ol'ga Zav'jalova                                                                            | Marit Bjørgen                                                                    |
| 4 febbraio 2007                 | Davos                                             | Svizzera        | 4x5 km      | Svezia Lina Andersson Anna-Karin Strömstedt Charlotte Kalla Britta Johansson Norgren          | Norvegia I Astrid Uhrenholdt Jacobsen Vibeke Skofterud Kristin Størmer Steira Marit Bjørgen | Finlandia Pirjo Muranen Aino-Kaisa Saarinen Kati Venäläinen Riitta-Liisa Roponen |
| 15 febbraio 2007                | Changchun                                         | Cina            | SP TC       | Evgenija Šapovalova                                                                           | Natal'ja Matveeva                                                                           | Guro Strøm Solli                                                                 |
| 16 febbraio 2007                | Changchun                                         | Cina            | 10 km TC    | Kateřina Neumannová                                                                           | Karine Laurent Philippot                                                                    | Svetlana Šiškina-Malachova                                                       |
| 10 marzo 2007                   | Lahti                                             | Finlandia       | SP TL       | Virpi Kuitunen                                                                                | Riitta-Liisa Roponen                                                                        | Anna Olsson                                                                      |
| 11 marzo 2007                   | Lahti                                             | Finlandia       | 10 km TC    | Kristina Šmigun-Vähi                                                                          | Ol'ga Zav'jalova                                                                            | Viola Bauer                                                                      |
| 14 marzo 2007                   | Drammen                                           | Norvegia        | SP TC       | Virpi Kuitunen                                                                                | Petra Majdič                                                                                | Aino-Kaisa Saarinen                                                              |
| 17 marzo 2007                   | Oslo                                              | Norvegia        | 30 km TC    | Aino-Kaisa Saarinen                                                                           | Virpi Kuitunen                                                                              | Petra Majdič                                                                     |
| 21 marzo 2007                   | Stoccolma                                         | Svezia          | SP TC       | Petra Majdič                                                                                  | Virpi Kuitunen                                                                              | Anna Olsson                                                                      |
| 24 marzo 2007                   | Falun                                             | Svezia          | 15 km PU    | Marit Bjørgen                                                                                 | Kateřina Neumannová                                                                         | Therese Johaug                                                                   |
| 25 marzo 2007                   | Falun                                             | Svezia          | 4x5 km      | Germania Stefanie Böhler Viola Bauer Claudia Nystad Evi Sachenbacher-Stehle                   | Finlandia I Virpi Kuitunen Riitta-Liisa Roponen Pirjo Muranen Aino-Kaisa Saarinen           | Svezia I Anna Olsson Maria Rydqvist Britta Johansson Norgren Charlotte Kalla     |

Legenda:

TC = tecnica classica

TL = tecnica libera

SP = sprint

TS = sprint a squadre

PU = inseguimento

MS = partenza in linea

#### Competizioni intermedie
| Tour de Ski 2007  |                      |                   |                   |                        |                        |                    |
| Data              | Località             | Nazione           | Spec.             | Prima                  | Seconda                | Terza              |
| 29 dicembre 2006  | Nové Město na Moravě | Rep. Ceca         | 3 km TC           | annullata              | annullata              | annullata          |
| 30 dicembre 2006  | Nové Město na Moravě | Rep. Ceca         | 10 km TL PU       | annullata              | annullata              | annullata          |
| 31 dicembre 2006  | Monaco di Baviera    | Germania          | SP TL             | Marit Bjørgen          | Arianna Follis         | Chandra Crawford   |
| 2 gennaio 2007    | Oberstdorf           | Germania          | 10 km PU          | Kristin Størmer Steira | Valentyna Ševčenko     | Ol'ga Zav'jalova   |
| 3 gennaio 2007    | Oberstdorf           | Germania          | 10 km TC          | Petra Majdič           | Kristin Størmer Steira | Virpi Kuitunen     |
| 5 gennaio 2007    | Asiago               | Italia            | SP TL             | Virpi Kuitunen         | Marit Bjørgen          | Arianna Follis     |
| 6 gennaio 2007    | Val di Fiemme        | Italia            | 15 km TC MS       | Virpi Kuitunen         | Aino-Kaisa Saarinen    | Marit Bjørgen      |
| 7 gennaio 2007    | Val di Fiemme        | Italia            | 10 km TL          | Kateřina Neumannová    | Kristin Størmer Steira | Valentyna Ševčenko |
| Classifica finale | Classifica finale    | Classifica finale | Classifica finale | Virpi Kuitunen         | Marit Bjørgen          | Valentyna Ševčenko |

Legenda:

TC = tecnica classica

TL = tecnica libera

SP = sprint

PU = inseguimento

MS = partenza in linea

### Classifiche

#### Generale
| Pos. | Nome                    | Nazione   | Punti |
| ---- | ----------------------- | --------- | ----- |
| 1    | Virpi Kuitunen          | Finlandia | 1510  |
| 2    | Marit Bjørgen           | Norvegia  | 941   |
| 3    | Kateřina Neumannová     | Rep. Ceca | 894   |
| 4    | Petra Majdič            | Slovenia  | 844   |
| 5    | Aino-Kaisa Saarinen     | Finlandia | 826   |
| 6    | Riitta-Liisa Roponen    | Finlandia | 548   |
| 7    | Valentyna Ševčenko      | Ucraina   | 541   |
| 8    | Justyna Kowalczyk       | Polonia   | 484   |
| 9    | Evi Sachenbacher-Stehle | Germania  | 438   |
| 10   | Arianna Follis          | Italia    | 419   |

#### Distanza
| Pos. | Nome                 | Nazione   | Punti |
| ---- | -------------------- | --------- | ----- |
| 1    | Virpi Kuitunen       | Finlandia | 650   |
| 2    | Kateřina Neumannová  | Rep. Ceca | 627   |
| 3    | Aino-Kaisa Saarinen  | Finlandia | 441   |
| 4    | Marit Bjørgen        | Norvegia  | 405   |
|      | Kristina Šmigun-Vähi | Estonia   | 405   |

#### Sprint
| Pos. | Nome              | Nazione   | Punti |
| ---- | ----------------- | --------- | ----- |
| 1    | Virpi Kuitunen    | Finlandia | 532   |
| 2    | Petra Majdič      | Slovenia  | 385   |
| 3    | Natal'ja Matveeva | Russia    | 313   |
| 4    | Lina Andersson    | Svezia    | 238   |
| 5    | Anna Olsson       | Svezia    | 228   |